# Polyodaspis
Polyodaspis is een vliegengeslacht uit de familie van de halmvliegen (Chloropidae).

## Soorten
- P. picardi Séguy, 1946
- P. ruficornis (Macquart, 1835)
- P. sulcicollis (Meigen, 1838)